# حساسیت فرهنگی
در جامعه‌شناسی، حساسیت فرهنگی (به انگلیسی:Cultural sensitivity) که گاهی به آن حساسیت بین یا میان فرهنگی (به انگلیسی:cross-cultural sensitivity) یا صرفاً آگاهی فرهنگی (به انگلیسی:cultural awareness) نیز گفته می‌شود، دانش، آگاهی و پذیرش فرهنگ‌های دیگر و هویت فرهنگی دیگران است. این اصطلاحات با شایستگی فرهنگی (مهارت‌های مورد نیاز برای برقراری ارتباط مؤثر با افراد فرهنگ‌های دیگر، که شامل شایستگی بین فرهنگی است) مربوط می‌شوند و گاهی به عنوان پیش‌درآمد دستیابی به شایستگی فرهنگی در نظر گرفته می‌شود، اما این اصطلاحات بیشتر از شایستگی فرهنگی استفاده می‌شوند. در سطح فردی، حساسیت فرهنگی مسافران و کارگران را قادر می‌سازد تا با موفقیت در فرهنگ متفاوتی که با آن در تعامل هستند، ارتباط داشته‌باشند.
حساسیت فرهنگی با قوم‌مداری مقابله می‌کند و شامل ارتباطات بین فرهنگی و سایر مهارت‌ها می‌شود. جمعیت بسیاری از کشورها شامل گروه‌های اقلیتی متشکل از مردم بومی و مهاجران از فرهنگ‌های دیگر است. محیط‌های کاری، مؤسسات آموزشی، رسانه‌ها و سازمان‌ها از هر نوع که هستند به این گروه‌ها حساس هستند. آموزش به‌طور فزاینده ای در محیط‌های کاری و برنامه‌های درسی دانش آموزان در تمام سطوح گنجانده می‌شود. این آموزش معمولاً فرهنگ غالب را هدف قرار می‌دهد، اما در جوامع چندفرهنگی ممکن است به مهاجران نیز آموزش داده شود تا در مورد سایر گروه‌های اقلیت به آنها آموزش داده شود، و همچنین ممکن است به مهاجرانی که در کشورهای دیگر کار می‌کنند نیز آموزش داده شود.
تنوع فرهنگی شامل عوامل جمعیت‌شناختی (مانند نژاد، جنسیت و سن) و همچنین ارزش‌ها و هنجارهای اجتماعی است.

## تعاریف و اهداف
تعاریف از حساسیت فرهنگی فراوان است. در اصل این اصطلاح به معنای دانش، آگاهی و پذیرش فرهنگ‌های دیگر است و شامل «تمایل، توانایی و حساسیت لازم برای درک افراد با پیشینه‌های مختلف و پذیرش تنوع» می‌باشد. مهم‌تر این است که «به آگاهی از تفاوت‌ها و شباهت‌های فرهنگی بین افراد بدون اعطای ارزش به آنها اشاره دارد» این اصطلاح همچنین به مجموعه مهارت‌هایی که با این یادگیری به دست می‌آید نیز دلالت دارد. آگاهی فرهنگی، آگاهی از وجود چندین فرهنگ مختلف با نگرش‌ها و جهان بینی‌های متفاوت است. حساسیت فرهنگی یعنی پذیرش آن تفاوت‌ها و باور نکردن به برتری فرهنگ خود.
در سال ۲۰۰۸ میلادی مشخص شد که حساسیت فرهنگی اصطلاح پرکاربردتری در جستجوی ادبیات پایگاه‌های داده جهانی، هم در میان عموم و هم علمی است. بر اساس تجزیه و تحلیل منابع یافت شده در همان جستجو، تعریف زیر اتخاذ شد: «حساسیت فرهنگی به‌کارگیری دانش، توجه، درک، احترام و تطبیق فرد پس از آگاهی از خود و دیگران و مواجهه با گروه یا فردی متنوع است».
انواع مختلفی از تنوع فرهنگی در هر جامعه ای وجود دارد، از جمله تفاوت‌هایی مانند گروه‌های به حاشیه رانده شده یا محروم از اجتماع. قومیت ; گرایش جنسی؛ ناتوانی؛ ارزش‌ها و نورم‌های فرهنگی. حساسیت فرهنگی به همه این اصطلاحات مربوط است.
حمایت از حساسیت فرهنگی مبتنی بر ملاحظات ایدئولوژیک یا عملی است. دبیرکل سابق سازمان ملل متحد، کوفی عنان، از حساسیت فرهنگی به عنوان یک ارزش اساسی در دنیای مدرن حمایت می‌کرد.

### نزاکت سیاسی
یک انتقاد رایج از حساسیت فرهنگی این است که بیش از حد بر نزاکت سیاسی یا ایده استفاده از زبان برای جلوگیری از ایجاد توهین متکی است. این اصطلاح که اکنون به عنوان نقدی از خود انتخاب می‌شود، توسط کت چاو مورد تحقیق قرار گرفت و توضیح داده شد که «عبارت نزاکت سیاسی از حکمت به سلاح تبدیل شده‌است.». حساسیت فرهنگی به یک موضوع سیاسی تبدیل شده‌است و ضرورت آن مورد بحث است.